# Координационна комисия за национално коневъдство
Координационна комисия за национално коневъдство (Comissão Coordenadora da Criação do Cavalo Nacional – CCCCN) е колегиален орган на Министерството на земеделието, животновъдството и продоволствието на Бразилия, който координира, контролира и направлява всички дейности, свързани с развъждането и експлоатирането на конете в Бразилия.
Според декрет 96 993 от 18 октомври 1988 г. Координационната комисия за национално коневъдство е орган на Министерството на земеделието, който извършва няколко основни групи от дейности:
1. регулира дейностите, отнасящи се до националното коневъдство, като координира дейностите на държавните органи и контролира всички обществени организации, които обединяват физически или юридически лица, ангажирани в развъждането, експлоатирането и подобряването качеството на бразилските коне;
2. разрешава провеждането на конни надбягвания и състезания;
3. установява правила за борба с допинга в съответствие с установените международни стандарти в тази област;
4. следи за спазването на специфичното законодателство в областта на коневъдството;
5. създава план за развъждане и рационална експлоатация на конете в Бразилия;
6. извършва мониторинг върху приходите и разходите на индустрията с конни надбягвания;
7. управлява средствата, предоставени ѝ със закон;
8. наблюдава изпълнението на плановете и програмите, финансирани със средства на комисията, и следи за целесъобразното приложение на тези средства;
9. популяризира развитието и подобряването на зоотехническите характеристики на стадата от яздитни коне в интерес на конните спортове и състезания;
10. издава технически и нормативни инструкции за внос на коне от различни видове и породи, с цел подобряване на зоотехническите показатели на националните породи;
11. поддържа генеaлогичен регистър на конете и магаретата;
12. предприема мерки за съхраняване на застрашените конни породи;
13. установява общи правила за провеждането на родеота;